# Marika Popowicz-Drapała
Marika Popowicz-Drapała (* 28. April 1988 in Gniezno als Marika Popowicz) ist eine polnische Leichtathletin, die sich auf den Sprint spezialisiert hat. Sie läuft auf allen Distanzen von den 60 bis zu den 400 Metern und konnte als Teil der polnischen Sprintstaffeln zahlreiche Medaillen bei internationalen Meisterschaften gewinnen.

## Sportliche Laufbahn
Erste internationale Erfahrungen sammelte Marika Popowicz-Drapała im Jahr 2004, als sie bei den Juniorenweltmeisterschaften in Grosseto in 45,34 s den siebten Platz mit der polnischen 4-mal-100-Meter-Staffel belegte. Im Jahr darauf erreichte sie bei den Jugendweltmeisterschaften in Marrakesch nach 23,93 s Rang sechs im 200-Meter-Lauf und wurde in der Sprintstaffel (1000 m) in 2:09,05 min Vierte. Kurz darauf siegte sie bei den Junioreneuropameisterschaften in Kaunas in 44,65 s in der 4-mal-100-Meter-Staffel. 2006 erreichte sie bei den Juniorenweltmeisterschaften in Peking jeweils das Halbfinale über 100 und 200 Meter, in dem sie mit 11,96 s bzw. 24,00 s ausschied. Zudem belegte sie im Staffelbewerb in 44,70 s den fünften Platz. Im Jahr darauf gelangte sie bei den Junioreneuropameisterschaften in Hengelo mit 11,67 s auf den fünften Platz im 100-Meter-Lauf und konnte ihr Rennen in der ersten Runde über 200 Meter nicht beenden. In der 4-mal-100-Meter-Staffel gewann sie in 45,32 s die Bronzemedaille und mit der 4-mal-400-Meter-Staffel belegte sie in 3:39,26 min den fünften Platz. 2009 gewann sie bei den Militär-Weltmeisterschaften in Sofia in 11,57 s die Bronzemedaille über 100 Meter hinter der Bulgarin Inna Eftimowa und Bettina Müller-Weissina aus Österreich und über 200 Meter musste sie sich in 23,32 s nur ihrer Landsfrau Marta Jeschke geschlagen geben. Daraufhin nahm sie mit der 4-mal-100-Meter-Staffel an der Sommer-Universiade in Belgrad teil und gewann dort in 43,96 s gemeinsam mit Ewelina Ptak, Dorota Jędrusińska und Marta Jeschke die Silbermedaille hinter dem Team aus Italien. Daraufhin gewann sie bei den U23-Europameisterschaften in Kaunas in 11,50 s die Bronzemedaille hinter der Litauerin Lina Grinčikaitė-Samuolė und Natalija Pohrebnjak aus der Ukraine und auch über 200 Meter gewann sie in 23,25 s hinter der Russin Alexandra Fedoriwa und Landsfrau Ptak die Bronzemedaille. Zudem sicherte sie sich in 43,90 s die Silbermedaille hinter dem Vereinigten Königreich. 2010 startete sie im 60-Meter-Lauf bei den Hallenweltmeisterschaften in Doha und schied dort mit 7,56 s in der ersten Runde aus. Ende Juli scheiterte sie bei den Leichtathletik-Europameisterschaften in Barcelona mit 11,80 s im Vorlauf über 100 Meter und mit der Staffel gewann sie mit neuem Landesrekord von 42,68 s gemeinsam mit Daria Korczyńska, Marta Jeschke und Weronika Wedler die Bronzemedaille hinter der Ukrainer und Frankreich. Bei den Militärweltspielen in Rio de Janeiro belegte sie in 11,78 s den siebten Platz über 100 Meter und gewann in 44,35 s die Silbermedaille mit der Staffel hinter Brasilien. Anschließend startete sie mit der Staffel bei den Weltmeisterschaften in Daegu, konnte dort aber den Vorlauf nicht beenden. Im Jahr darauf gelangte sie bei den Europameisterschaften in Helsinki bis ins Semifinale über 200 Meter und schied dort mit 23,58 s aus und gewann mit der Staffel in 43,06 s gemeinsam mit Daria Korczyńska, Marta Jeschke und Ewelina Ptak erneut die Bronzemedaille, diesmal hinter Deutschland und den Niederlanden. Mit der Staffen nahm sie anschließend an den Olympischen Spielen in London teil, verpasste dort aber mit 43,07 s den Finaleinzug.
2013 startete sie mit der Staffel erneut bei den Studentenweltspielen in Kasan und gewann dort in 43,81 s gemeinsam mit Weronika Wedler, Ewelina Ptak und
Małgorzata Kołdej in 43,81 s die Bronzemedaille hinter den Teams aus der Ukraine und den Vereinigten Staaten. Anschließend schied sie bei den Weltmeisterschaften in Moskau mit 23,22 s in der ersten Runde über 200 Meter aus und verpasste auch mit der Staffel mit 43,18 s den Finaleinzug. Nach einem Jahr Wettkampfpause gelangte sie 2015 bei den Halleneuropameisterschaften in Prag bis ins Halbfinale über 60 Meter, in dem sie mit 7,38 s ausschied. Anschließend konnte sie bei den World Relays auf den Bahamas den Vorlauf in der 4-mal-100-Meter-Staffel nicht beenden und gewann dann aber im Oktober in 11,50 s die Bronzemedaille über 100 Meter bei den Militärweltspielen im südkoreanischen Mungyeong hinter der Brasilianerin Rosângela Santos und Natalija Pohrebnjak aus der Ukraine. Zudem kam sie im Staffelbewerb nicht ins Ziel. Im Jahr darauf schied sie bei den Hallenweltmeisterschaften in Portland mit 7,34 s im Semifinale über 60 Meter aus und anschließend schied sie bei den Europameisterschaften in Amsterdam mit 11,68 s im Halbfinale über 60 Meter aus und belegte in 43,24 s den sechsten Platz mit der Staffel. Daraufhin scheiterte sie bei den Olympischen Spielen in Rio de Janeiro mit 11,70 s im Vorlauf über 100 Meter und verpasste mit der Staffel mit 43,33 s den Finaleinzug.
Bei den IAAF World Relays 2019 in Yokohama gelangte sie mit der 4-mal-100-Meter-Staffel nicht ins Ziel und im Oktober schied sie bei den Militärweltspielen in Wuhan mit 11,74 s in der ersten Runde über 100 Meter aus und gelangte im Staffelbewerb nach 44,80 s auf Rang fünf. 2021 startete sie mit der Staffel zum dritten Mal bei den Olympischen Spielen in Tokio, verpasste dort aber mit 43,09 s den Finaleinzug. 2022 schied sie bei den Weltmeisterschaften in Eugene mit 43,19 s im Vorlauf mit der Staffel aus und anschließend kam sie bei den Europameisterschaften in München mit 23,47 s nicht über die erste Runde über 200 Meter hinaus. Zudem gewann sie in 42,61 s gemeinsam mit Pia Skrzyszowska, Anna Kiełbasińska und Ewa Swoboda die Silbermedaille hinter der deutschen Mannschaft. Im Jahr darauf gewann sie bei den Halleneuropameisterschaften in Istanbul in 3:29,31 min gemeinsam mit Anna Kiełbasińska, Alicja Wrona-Kutrzepa und Anna Pałys die Bronzemedaille in der 4-mal-400-Meter-Staffel hinter den Teams aus den Niederlanden und Italien. Im Juni wurde sie bei der 1. Liga der Team-Europameisterschaft im Rahmen der Europaspiele in Chorzów in 42,97 s Zweite in der 4-mal-100-Meter-Staffel und sicherte sich damit ligenübergreifend gemeinsam mit Monika Romaszko, Magdalena Stefanowicz und Ewa Swoboda die Silbermedaille hinter dem niederländischen Team. Im August belegte sie bei den Weltmeisterschaften in Budapest in 3:24,93 min den sechsten Platz in der 4-mal-400-Meter-Staffel und gelangte mit der Mixed-Staffel mit 3:15,49 min auf Rang acht. 2024 verpasste sie bei den Hallenweltmeisterschaften in Glasgow mit 3:28,80 min den Finaleinzug mit der Staffel. Im Mai wurde sie bei den World Athletics Relays in Nassau in 3:24,71 min Zweite in der Finalrunde über 4-mal 400 Meter hinter dem US-amerikanischen Team. Anschließend belegte sie bei den Europameisterschaften in Rom in 3:15,32 min den siebten Platz in der Mixed-Staffel und gelangte mit der Frauenstaffel mit 3:23,91 min auf Rang sechs. Im August verhalf sie der Mixed-Staffel bei den Olympischen Sommerspielen in Paris zum Finaleinzug.
In den Jahren 2009, 2011, 2013 und 2015 wurde Popowicz-Drapała polnische Meisterin im 100-Meter-Lauf sowie 2009 und von 2011 bis 2013 auch über 200 Meter. 2019 und 2022 siegte sie in der 4-mal-100-Meter-Staffel. Zudem wurde sie 2010 und 2011, 2013 sowie 2016 und 2020 Hallenmeisterin im 60-Meter-Lauf sowie 2010 und 2013 Hallenmeisterin über 200 Meter. 2024 wurde sie Hallenmeisterin im 400-Meter-Lauf.

## Persönliche Bestzeiten
- 100 Meter: 11,28 s (+1,0 m/s), 14. Juni 2015 in Bydgoszcz
  - 60 Meter (Halle): 7,20 s, 5. März 2016 in Toruń
- 200 Meter: 23,07 s (+1,1 m/s), 21. Juli 2023 in Warschau
  - 200 Meter (Halle): 23,31 s, 28. Januar 2024 in Toruń
- 400 Meter: 51,42 s, 28. Juni 2024 in Bydgoszcz
  - 400 Meter (Halle): 51,87 s, 18. Februar 2023 in Toruń